# Øster Assels
Øster Assels er en landsby på det sydlige Mors i Limfjorden med 201 indbyggere i byområdet (2012), beliggende syv kilometer syd for Redsted og 17 kilometer sydvest for Nykøbing.
Landsbyen ligger i Region Nordjylland og hører til Morsø Kommune. Øster Assels er beliggende i Øster Assels Sogn.